# E-Residencia de Estonia

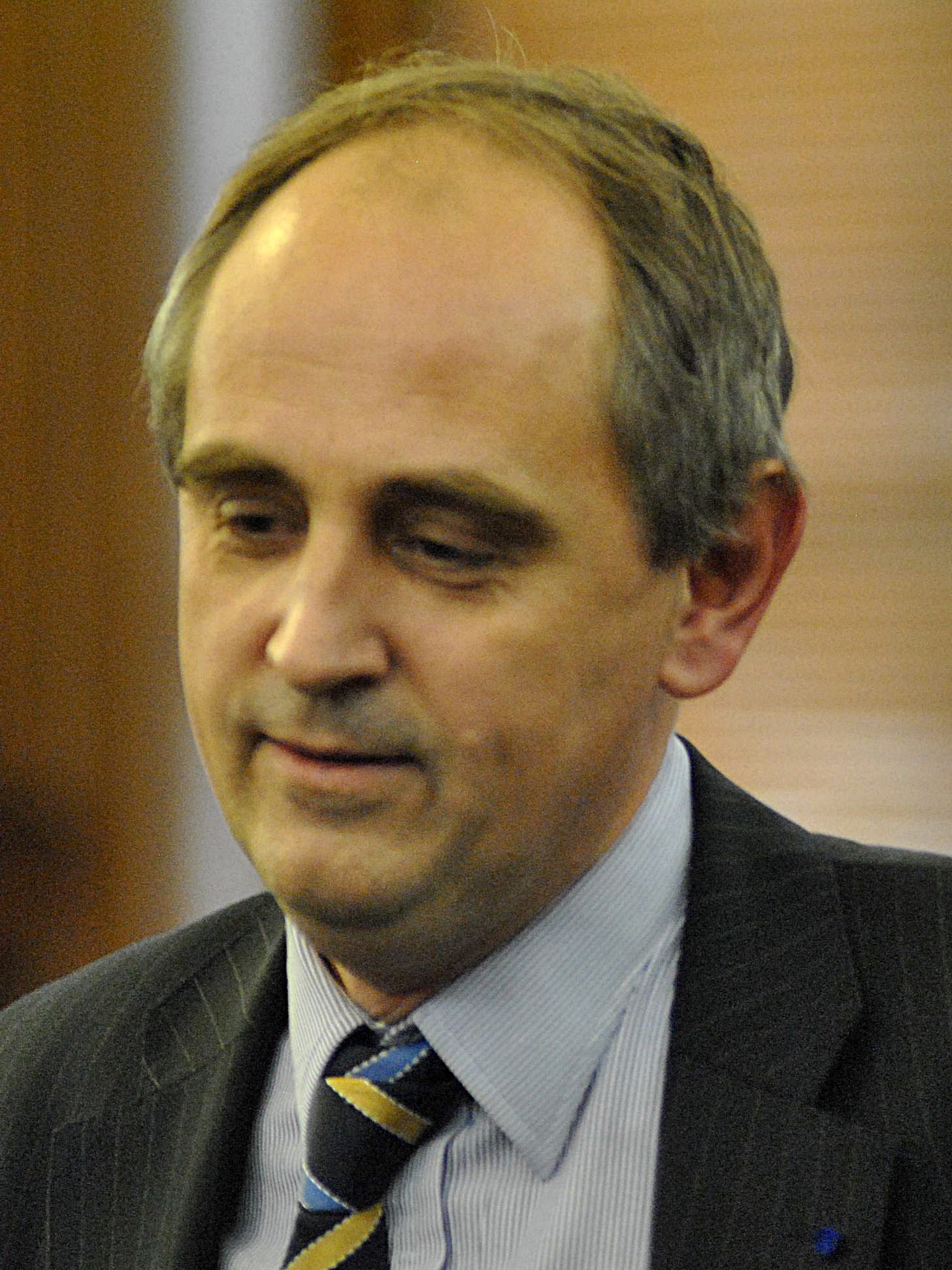
Primer residente electrónico de Estonia, el periodista británico Edward Lucas (desde el 1 de diciembre de 2014); fue corresponsal del periódico británico “The Economist”, durante la 29ª sesión de la Asamblea Báltica.

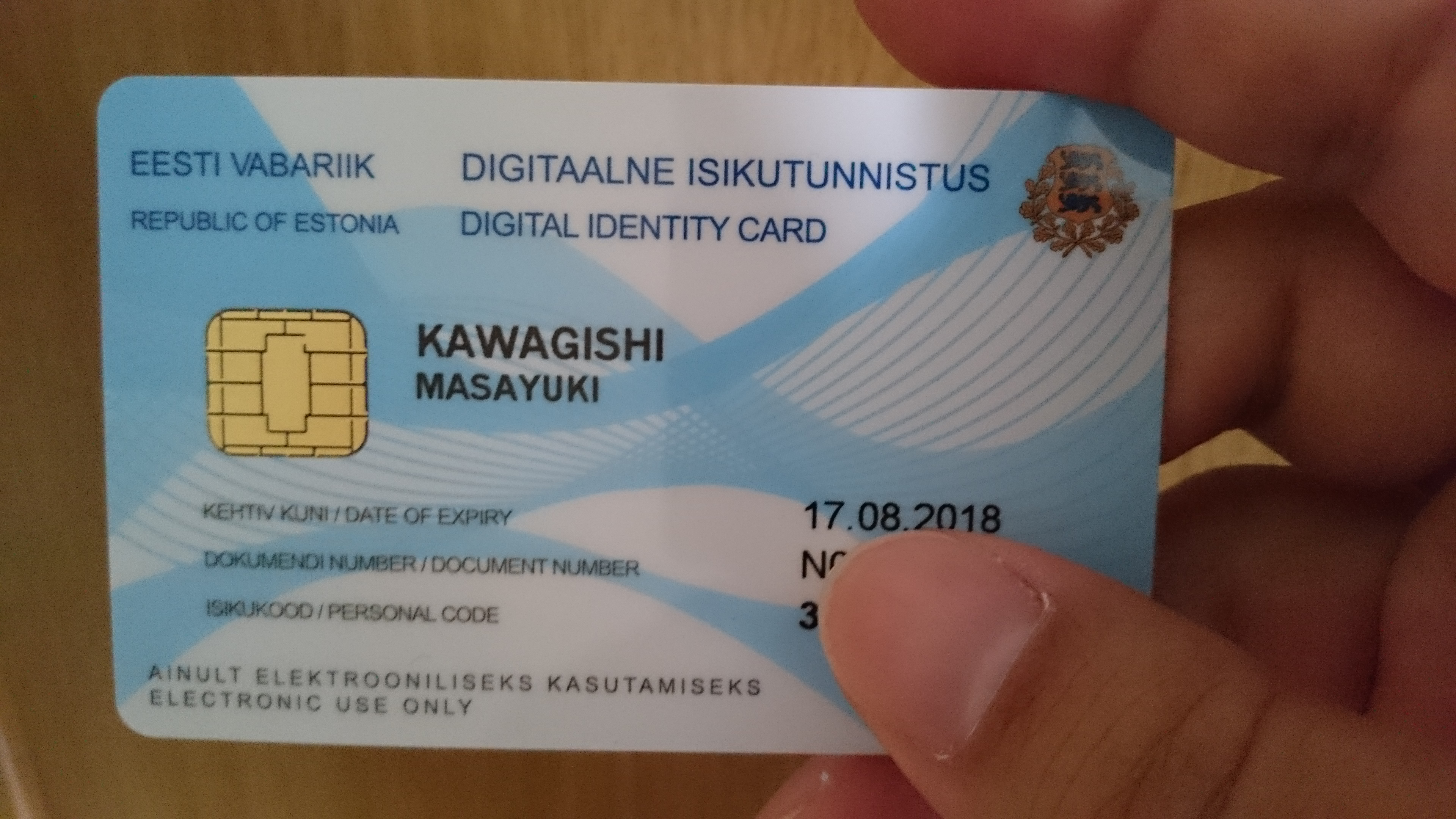
Tarjeta de identidad digital de residencia electrónica de Estonia.

e-Residencia de Estonia (también conocido como residencia virtual o residencia electrónica de dicho país) es una iniciativa establecida por Estonia desde el 1 de diciembre de 2014, que tiene por objetivo permitir el acceso de los no estonios a los servicios generales de Estonia, como ser, la iniciación y gestión de empresas, el manejo de cuentas y pagos a través de las instituciones bancarias locales, e incluso el ser contribuyente en el propio sistema impositivo local.
Este sistema está dirigido tanto a ciudadanos (personas físicas) como a empresarios, con independencia del lugar o país donde circunstancialmente se encuentren, y sin tomar en cuenta dónde sea su residencia legal habitual fuera del propio territorio estonio; luego de cumplidos y aprobados todos los trámites, el residente electrónico de Estonia recibirá una tarjeta inteligente (smart card), la que el propio residente podrá usar para identificarse y para la firma o aprobación de documentos. 
El primer residente electrónico de Estonia fue el periodista británico Edward Lucas, y la primera persona en solicitar y obtener la residencia electrónica a través del proceso estándar fue Hamid Reza Tahsildoost de Estados Unidos.
Para finales de 2023, más de 100,000 personas de 181 países del mundo han obtenido el estatus de e-Residente de Estonia. En menos de 10 años desde el lanzamiento del programa, los e-Residentes han creado más de 27,000 empresas estonias, y este número sigue creciendo rápidamente.

## Solicitud de residencia electrónica de Estonia
La solicitud de residencia electrónica puede hacerse en línea, completando un formulario, proporcionando además una fotografía y copia escaneada del pasaporte nacional del interesado, y además, agregando el motivo de la solicitud (lo que no afecta gran cosa el resultado de la propia solicitud).
Con posterioridad, los solicitantes seleccionados por no haber recibido ninguna objeción en esta etapa, serían invitados a una entrevista en persona, en Tallin o en una embajada de Estonia, unos tres meses después de presentar la solicitud, y luego, en caso de también ser exitosa esta gestión, recibirían de inmediato su tarjeta de residencia digital en Estonia. Dicha tarjeta de residencia digital en principio tendría validez por cinco años, aunque por supuesto y en casos bien justificados, también esto podría tener algún tipo de revisión o suspensión.
Kaspar Korjus, exdirector gerente del programa de residencia electrónica de Estonia, dijo que los solicitantes serían rechazados cuando hubieran estado involucrados en algún tipo de mal comportamiento financiero o de irregularidad, como por ejemplo, el lavado de dinero.
En caso de que la persona deseara continuar utilizando los servicios electrónicos de Estonia al expirar el plazo de vigencia de su residencia electrónica, deberá cumplimentar una nueva solicitud, procedimiento que será prácticamente el mismo que cuando aplicó por primera vez, e incluso, también debiendo volver a pagar la tarifa estatal al iniciar ese trámite, en la medida que ello correspondiera.

## Beneficios y limitaciones de la e-Residencia
Los residentes electrónicos tendrán su huella financiera monitoreada digitalmente, de manera implementada como transparente. La reacción al mal comportamiento financiero generalizado a alto nivel, y que reveló la filtración de los llamados “Papeles de Panamá” (en inglés: “Panama Papers”), ha sido un factor que contribuyó a que la iniciativa de Estonia fuera más clara, transparente, y simple (según opinó Kaspar Korjus).
Véase que la residencia electrónica en sí misma no tiene ningún efecto sobre el impuesto a la renta, ni establece una obligación de pagar dicho impuesto en Estonia, ni tampoco lo exime de pagar ese impuesto en el país de origen del residente.
La residencia electrónica permite al residente, tanto el registro de empresas, como la firma de documentos, el intercambio de documentos encriptados, y asimismo, también hacer uso de la banca estonia en línea, a la vez que posibilita cumplimentar la declaración de impuestos a nivel local y tramitar recetas médicas. Otros servicios estarán disponibles para el residente electrónico, a medida que ello sea conveniente o necesario.
Para acceder a los servicios, se utilizará una tarjeta inteligente de identificación digital, emitida por la Junta de la Policía y la Guardia de Fronteras (en inglés: Police and Border Guard Board) de Estonia, ya fuere en el propio territorio de Estonia o en una de sus embajadas.
Kaspar Korjus opinó que registrar una empresa estonia era "útil para los empresarios de Internet en los mercados emergentes que no tienen acceso a un proveedor de pagos en línea", y también para el caso de empresas emergentes de países como Ucrania o Bielorrusia, que sufren limitaciones financieras de sus respectivos gobiernos.
Nótese por otra parte, que la residencia electrónica no está relacionada con la ciudadanía, y que tampoco otorga derecho ni para ingresar físicamente en Estonia ni para residir en dicho país.

## Antecedentes
La residencia electrónica ha sido impulsada y dirigida por Taavi Kotka, vicecanciller de comunicaciones y sistemas de información del estado, dependiente del Ministerio de Asuntos Económicos y Comunicaciones (en inglés: “Ministry of Economic Affairs and Communications”).
Aunque la idea de emitir tarjetas de identificación a no residentes, ya se había discutido al menos desde 2007, y propuesto nuevamente en 2012 por el experto estonio en ciberseguridad Anto Veldre, finalmente, una propuesta concreta ("10 millones de residentes electrónicos para 2025") fue presentada por Taavi Kotka, Ruth Annus, y Siim Sikkut, en un concurso de ideas convocado en 2014 por el “Fondo de Desarrollo de Estonia” (en inglés: “Estonian Development Fund”; una institución pública estatal que junto con el sector privado, invierte en empresas estonias intensivas en conocimiento y alta tecnología).
El proyecto se inició con el dinero del premio del concurso, y fue desarrollado por una fundación estatal.
Taavi Kotka declaró que, si bien el objetivo adicional del proyecto sería lograr millones de residentes electrónicos (o sea, aumentar el número de residentes electrónicos en Estonia), su propósito principal era el de aumentar el número de empresas activas en Estonia. Así, el sector privado podría y debería encargarse de desarrollar servicios concretos en la plataforma legal y técnica proporcionada por la residencia electrónica, mientras que el Estado continuaría desarrollando el marco legal de acuerdo con las necesidades de las empresas.
También fue muy discutido en diferentes medios estonios, si la residencia electrónica podría usarse para difundir el conocimiento sobre la cultura estonia en línea, para de esta forma impulsar y desarrollar la exportación cultural. Hasta el 18 de enero de 2015, se han observado diversas solicitudes de residencia electrónica en Estonia, planteadas desde 225 países, la mayoría de las mismas correspondientes a Finlandia (224), Rusia (109), Letonia (38), Estados Unidos (34), y Gran Bretaña (22).
Se pueden comparar las solicitudes planteadas a través del programa de residencia electrónica de Estonia, y las tramitadas a través de las llamadas micronaciones que por lo general aceptan solicitudes de ciudadanía en línea con gran agilidad, prontitud, y sencillez de procedimientos. El programa de residencia virtual de Estonia permite observar cómo las naciones establecidas también pueden adoptar estrategias similares a las de las micronaciones, proporcionando ejemplos de cómo podría ser la ciudadanía en un mundo postnacional.

## Evaluación de beneficios
En líneas generales, el proyecto de residencia electrónica ha sido evaluado positivamente en los medios de comunicación, siendo reconocido por su innovación y su potencial. El exministro de Finanzas de Estonia Jürgen Ligi, señaló en 2014 que aún no estaba del todo claro cómo la residencia electrónica podría aportar beneficios económicos o de algún otro tipo a Estonia. Algunos expertos legales advirtieron que el uso de la residencia electrónica para establecer una empresa de buzones en Estonia, en determinadas circunstancias podría someter las ganancias de la empresa a doble imposición, ya que dicho país tiene un estatus legal nuevo, respecto del que aún no se han estudiado a fondo los acuerdos internacionales existentes para precisamente evitar la doble imposición.
Respecto de esta cuestión, ha existido interés en ciertos medios de comunicación, por ejemplo, en Estados Unidos (The Atlantic; The Wall Street Journal ), Reino Unido (The Guardian; The Independent; Wired UK ), Finlandia (Helsinki Times ), Australia (ABC), Italia (Wired-it), entre otros. En la vecina Finlandia, incluso hubo cierto temor de que la residencia electrónica en Estonia pudiera despertar en las empresas finlandesas la necesidad y el interés de instalarse en dicho país vecino.
Ciertamente, después de la filtración de los llamados Papeles de Panamá (en inglés:Panama Papers) hubo mucha más conciencia sobre la necesidad de una mayor transparencia en los negocios offshore. Corresponde observar que después de que en Gran Bretaña se decidiera abandonar la Unión Europea, las compañías buscaron opciones para seguir comerciando en euros, y tal fue así, que en las dos semanas posteriores al referéndum, mucho aumentaron las solicitudes de empresas británicas para obtener la residencia electrónica en Estonia.

## Preocupaciones en cuanto a la seguridad y a posibilidades de fallas
En 2017, el gobierno de Estonia sacó preventivamente de servicio las tarjetas de identificación digital del programa de residencia electrónica, dos meses después de descubrir una importante falla de seguridad que podría permitir o haber permitido el robo y la suplantación de identidad.
La falla observada se reveló al público usuario en septiembre de 2017, aunque inicialmente no se dieron detalles técnicos sobre en qué realmente consistía ese posible robo o sustitución de identidad.
Finalmente, las tarjetas de identificación emitidas entre el 16 de octubre de 2014 y el 25 de noviembre de 2017 fueron suspendidas, hasta tanto sus propietarios cumplieran con la renovación del nuevo certificado de seguridad a partir de marzo de 2018.

## Otros servicios
El programa de residencia electrónica de Estonia ofrece un mercado de servicios confiable, de conveniencia y uso potencial para las empresas que utilizan este recurso.